# Калиновский, Валентий Александр
Вале́нтий Алекса́ндр Калино́вский (пол. Walenty Aleksander Kalinowski; ум. 1620) — польский шляхтич герба Калинова, военачальник, староста винницкий и брацлавский. Отец польного гетмана Мартина Калиновского.

## Биография
На рубеже XVI—XVII веков Валентий Александр женился на Эльжбете (Елизавете) Струсёвне из Коморова герба Корчак, дочери галицкого каштеляна, брацлавского и винницкого старосты Юрия (Ежи) Струся. В 1599 году тесть получил разрешение короля Сигизмунда III Вазы передать зятю Калиновскому уряд (руководство) брацлавского старосты и всё староство в пожизненное владение. Брацлавским старостой фактически стал в 1603 году, с 1604 — винницким и звенигородским, в том же году официально получил должность старосты винницкого и брацлавского, на которой пробыл более девяти плодотворных лет. Сначала Валентий Калиновский отобрал у винницких мещан все права на городские земли, превратив их в собственность староства. После пожара в Винницком замке на Замковой горе, Калиновский на собственные средства построил новый замок и дворец на острове Кемпа в Виннице. По свидетельствам современников, дворец поражал пышностью и богатством и был украшением города.
Во время бунта шляхты против короля Сигизмунда III, известного под именем рокоша Зебжидовского, в битве под Гузовым в 1607 году, которая решила судьбу рокоша, вместе со своим полуторатысячным надворным войском принял сторону короля Сигизмунда III, был ранен в бою.
В 1609 году согласно решению сейма Калиновский приобрёл огромную безлюдную территорию на востоке Брацлавского воеводства — «пустыню Умань».
В 1610 году Калиновский пригласил в Винницу отцов-иезуитов из Каменецкого коллегиума, которые за короткий срок построили свой монастырь {см. Винницкие муры} и начали миссионерскую деятельность.
Содержал довольно многочисленное надворное войско, его отряд принимал участие в московском походе 1609—1611 годов.
В 1612 году во главе 400 всадников и 200 пехотинцев присоединился к войскам под командованием Томаша Замойского, и совместно с ним дрался с татарами на пограничье. В том же году участвовал в мирных переговорах с господарем Молдавии Стефаном IX Томшей. В 1613 году Валентий Калиновский был назначен региментарем, замещал гетмана великого коронного Станислава Жолкевского, активно защищал приграничья от татарских орд. Лично принимал участие во многих битвах с ордынцами, получил за храбрость титул «генерала земли подольской».
Передал винницкое староство А. Балабану. В 1614 году стал генеральным подольским старостой, кроме того, получил каменецкое и летичевская староства.
В 1617 году был со своими отрядами, сражался под Яругой с казаками.
Участвовал в заключении 28 октября 1617 года Вильшанского соглашения и Раставицкого соглашения 1619 года между казацким гетманом Петром Сагайдачным и коронным гетманом С. Жолкевским о подчинении реестровых казаков польско-шляхетскому правительству.
В 1620 году в битве с турецкой армией при Цецоре Валентий Александр Калиновский и его сын погибли. Согласно сведениям некоторых польских историков, он отказался подчиняться командованию коронного гетмана С. Жолкевского и утонул в реке Прут во время отступления.
Незадолго до своей смерти переписал брацлавское староство на своего старшего сына Адама.
Сыновья Адам, Ежи и Мартын Калиновский разделили родовые земли между собой:
- Адаму достались Нестервар (Тульчин), Адамгород (Тростянец[уточнить]) и Краснополье (Кирнасевка);
- Ежи стал собственником Немирова и Могилева;
- Мартин получил фамильный замок в Гусятине.

## Семья

### Родители
- Марцин (пол. Marcin Kalinowski)
- Зофия (София) Сецеховна Щавиньская (пол. Zofia Sieciechówna Szczawińska)

### Супруга
- Эльжбета Струсь (пол. Elżbieta Strusiówna)

### Дети
- София (пол. Zofia Kalinowska)
- Изабелла (пол. Izabella Kalinowska)
- Марианна (пол. Marianna Kalinowska)
- Кристина (пол. Krystyna Kalinowska)
- Адам Калиновский (пол. Adam Kalinowski)
- Ежи (пол. Jerzy Kalinowski)
- Мартын Калиновский (пол. Marcin Kalinowski)